# Krokvattenssjön
Krokvattenssjön är en sjö i Örnsköldsviks kommun i Ångermanland och ingår i Husåns huvudavrinningsområde. Sjön är 11 meter djup, har en yta på 0,59 kvadratkilometer och är belägen 243,1 meter över havet. Sjön avvattnas av vattendraget Husån.

## Delavrinningsområde
Krokvattenssjön ingår i det delavrinningsområde (707857-163730) som SMHI kallar för Utloppet av Krokvattenssjön. Medelhöjden är 320 meter över havet och ytan är 9,59 kvadratkilometer. Det finns inga avrinningsområden uppströms utan avrinningsområdet är högsta punkten. Avrinningsområdets utflöde Husån mynnar i havet. Avrinningsområdet består mestadels av skog (87 procent). Avrinningsområdet har 0,59 kvadratkilometer vattenytor vilket ger det en sjöprocent på 6,1 procent.